# عملگر دیفرانسیلی

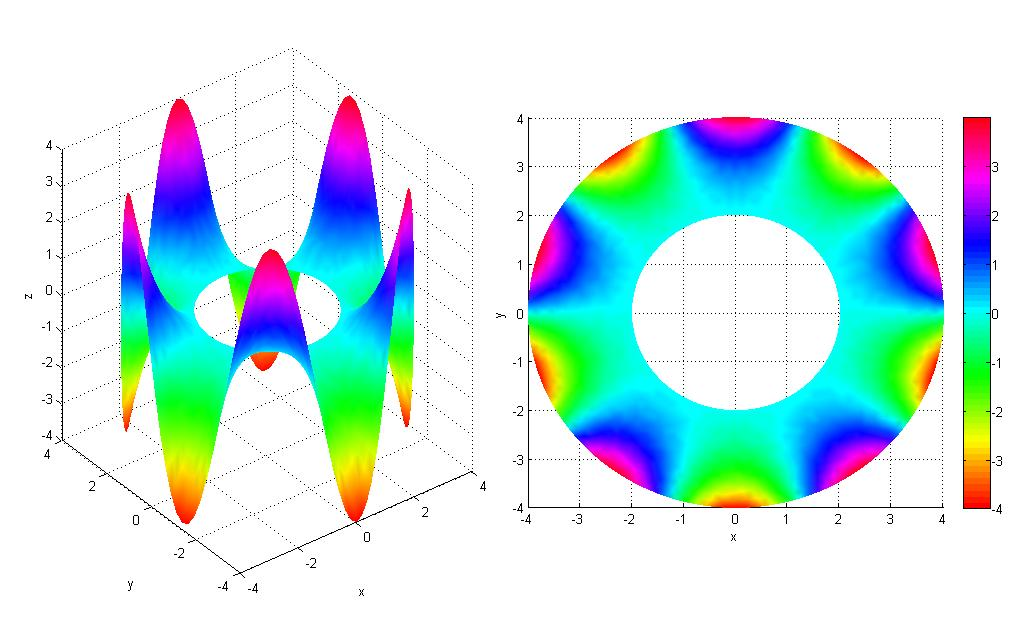
تصویر مربوط

در ریاضیات، عملگر دیفرانسیلی عملگری است که به صورت تابعی از عملگر مشتق تعریف می‌شود.

## نمادها
پر استفاده‌ترین نماد، همان نماد مشتق‌گیری است:
{\displaystyle {d \over dx}}
{\displaystyle D}: وقتی مشخص است که نسبت به چه متغیری مشتق گرفته می‌شود (معمولاً برای توابع یک متغیره بکار می‌رود)
{\displaystyle D_{x}}: متغیر مشتق‌گیری در این نماد به‌طور صریح آمده‌است.
مشتق nاُم:
{\displaystyle d^{n} \over dx^{n}}
{\displaystyle D^{n}\,}
{\displaystyle D_{x}^{n}\,}
عملگر لاپلاس، عملگری پرکاربرد که در بسیاری از معادلات فیزیکی مشاهده می‌شود:
{\displaystyle \Delta =\nabla ^{2}=\sum _{k=1}^{n}{\partial ^{2} \over \partial x_{k}^{2}}.}